# Schaqsylyq Üschkempirow

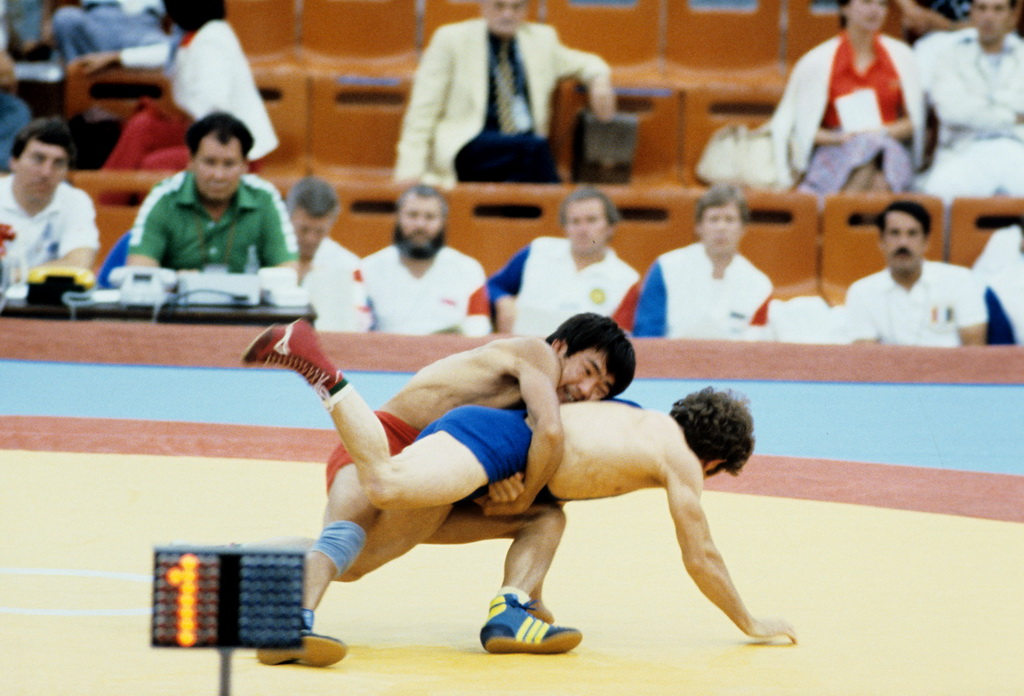
Schaqsylyq Üschkempirow, 1980

Schaqsylyq Ämiräliuly Üschkempirow (kasachisch Жақсылық Әмірәліұлы Үшкемпіров; russisch Жаксылык Амиралыулы Ушкемпиров, Schaksylyk Amiralyuly Uschkempirow; * 6. Mai 1951 in Tegistik, Gebiet Schambyl, Kasachische SSR; † 2. August 2020) war ein sowjetischer Ringer. Er wurde 1980 in Moskau Olympiasieger im griechisch-römischen Stil im Papiergewicht.

## Werdegang
Schaqsylyq Üschkempirow aus Kasachstan schaffte erst im Alter von über 25 Jahren den Sprung in die sowjetische Spitzenklasse der Ringer im griechisch-römischen Stil. Er rang bei einer Größe von 1,56 Metern im Papiergewicht, das damals sein Gewichtslimit bei 48 kg Körpergewicht hatte. In der Sowjetunion beherrschten in den 1970er Jahren Wladimir Subkow und Alexei Schumakow das Papiergewicht.
In der internationalen Ringerszene machte er erstmals im Jahre 1977 auf sich aufmerksam, als er vom sowjetischen Ringerverband beim Großen Preis der Bundesrepublik Deutschland in Aschaffenburg eingesetzt wurde und dort hinter Constantin Alexandru aus Rumänien, aber vor Wiesław Kucinski aus Polen und Jürgen Kleer aus der BRD den 2. Platz belegte.
Die nächsten bekannten Ergebnisse von Schaqsylyq Üschkempirow sind ein 2. Platz bei der Meisterschaft der Sowjetunion 1978 hinter Wassili Anikin, vor Anatoli Bosin und ein 3. Platz bei der Meisterschaft der Sowjetunion 1979 hinter Russanow, aber vor Alexei Schumakow. Bei der Spartakiade der UdSSR 1979 belegte er hinter Alexei Schumakow und vor Wiktor Sawtschuk, Wladimir Nezwetajew und Wassili Anikin den 2. Platz. Alle Wettbewerbe fanden im Papiergewicht statt.
Das große Jahr von Saksylik Uschkempirow wurde 1980. Bei der Europameisterschaft in Prievidza kam er im Papiergewicht mit Siegen über Uwe Baumann, DDR, Totju Andonow, Bulgarien, Ferenc Seres, Ungarn und Kent Andersson, Schweden in das Finale, in dem er dem Polen Roman Kierpacz nach Punkten unterlag und damit Vize-Europameister wurde. Er wurde dann auch bei den Olympischen Spielen des gleichen Jahres in Moskau eingesetzt. Dort besiegte er Weltmeister Constantin Alexandru und Europameister Roman Kierpacz in harten Kämpfen jeweils knapp nach Punkten und siegte auch über Ferenc Seres und Pawel Christow, Bulgarien, womit er ungeschlagen Olympiasieger wurde. Er war damit der erste Kasache, der Olympiasieger im Ringen wurde.
1981 startete er auch bei der Weltmeisterschaft in Oslo. Er besiegte dort Vincenzo Maenza aus Italien, der 1984 sein Nachfolger als Olympiasieger im Papiergewicht werden sollte, Totju Andonow aus Bulgarien, gegen den er hauchdünn mit 9:8 techn. Punkten gewann, Leszek Majkowski aus Polen und Salih Bora aus der Türkei und wurde damit auch Weltmeister.
Danach wurde er nur mehr bei einigen internationalen Turnieren eingesetzt. Das letzte bekannte Ereignis von ihm war der 2. Platz beim Klippan-Turnier 1983 hinter Bratan Zenow aus Bulgarien, vor Kent Andersson und Freddy Scherer aus der BRD. In der Sowjetunion wurde er bei den Meisterschaften von Wassili Anikin, Timor Taimuras Kasaraschwili und Məhəddin Allahverdiyev abgelöst. Für seine Verdienste um den Ringersport wurde er im September 2014 in die FILA International Wrestling Hall of Fame aufgenommen.

## Internationale Erfolge
| Jahr | Platz | Wettbewerb                            | Gewichtsklasse | |
| 1977 | 2.    | Großer Preis der BRD in Aschaffenburg | Papier         | hinter Constantin Alexandru, Rumänien, vor Wiesław Kucinski, Polen u. Jürgen Kleer, BRD                                                                        |
| 1980 | 1.    | TUL-Turnier in Helsinki               | Fliegen        | vor Atanas Nowikow, Bulgarien u. Heiko Röll, DDR |
| 1980 | 2.    | EM in Prievidza                       | Papier         | mit Siegen über Uwe Baumann, DDR, Totju Andonow, Bulgarien, Ferenc Seres, Ungarn und Kent Andersson, Schweden und einer Niederlage gegen Roman Kierpacz, Polen |
| 1980 | Gold  | OS in Moskau                          | Papier         | mit Siegen über Constantin Alexandru, Roman Kierpacz, Ferenc Seres und Pawel Christow, Bulgarien                                                               |
| 1981 | 1.    | WM in Oslo                            | Papier         | mit Siegen über Vincenzo Maenza, Totju Andonow, Leszek Majkowski, Polen und Salih Bora, Türkei                                                                 |
| 1982 | 1.    | TUL-Turnier in Helsinki               | Fliegen        | vor Onni Luokkanen, Finnland und Walentin Kamenow, Bulgarien                                                                                                   |
| 1982 | 2.    | Welt-Cup in Budapest                  | Papier         | hinter Csaba Vadász, Ungarn, vor Ferenc Seres und T.C. Jones, USA                                                                                              |
| 1983 | 2.    | Klippan-Turnier                       | Papier         | hinter Bratan Zenow, Bulgarien, vor Kent Andersson und Freddy Scherer, BRD                                                                                     |

Anm.: alle Wettbewerbe im griechisch-römischen Stil, OS = Olympische Spiele, WM = Weltmeisterschaft, EM = Europameisterschaft, Papiergewicht, damals bis 48 kg, Fliegengewicht, bis 52 kg Körpergewicht